# Huyện Feni
Feni là một huyện thuộc division Chittagong, Bangladesh. Huyện này có diện tích 928 km², dân số năm 2002 là 1196219 người, mật độ dân số là 1289 người/km².